# Pontbrug (Drongen)

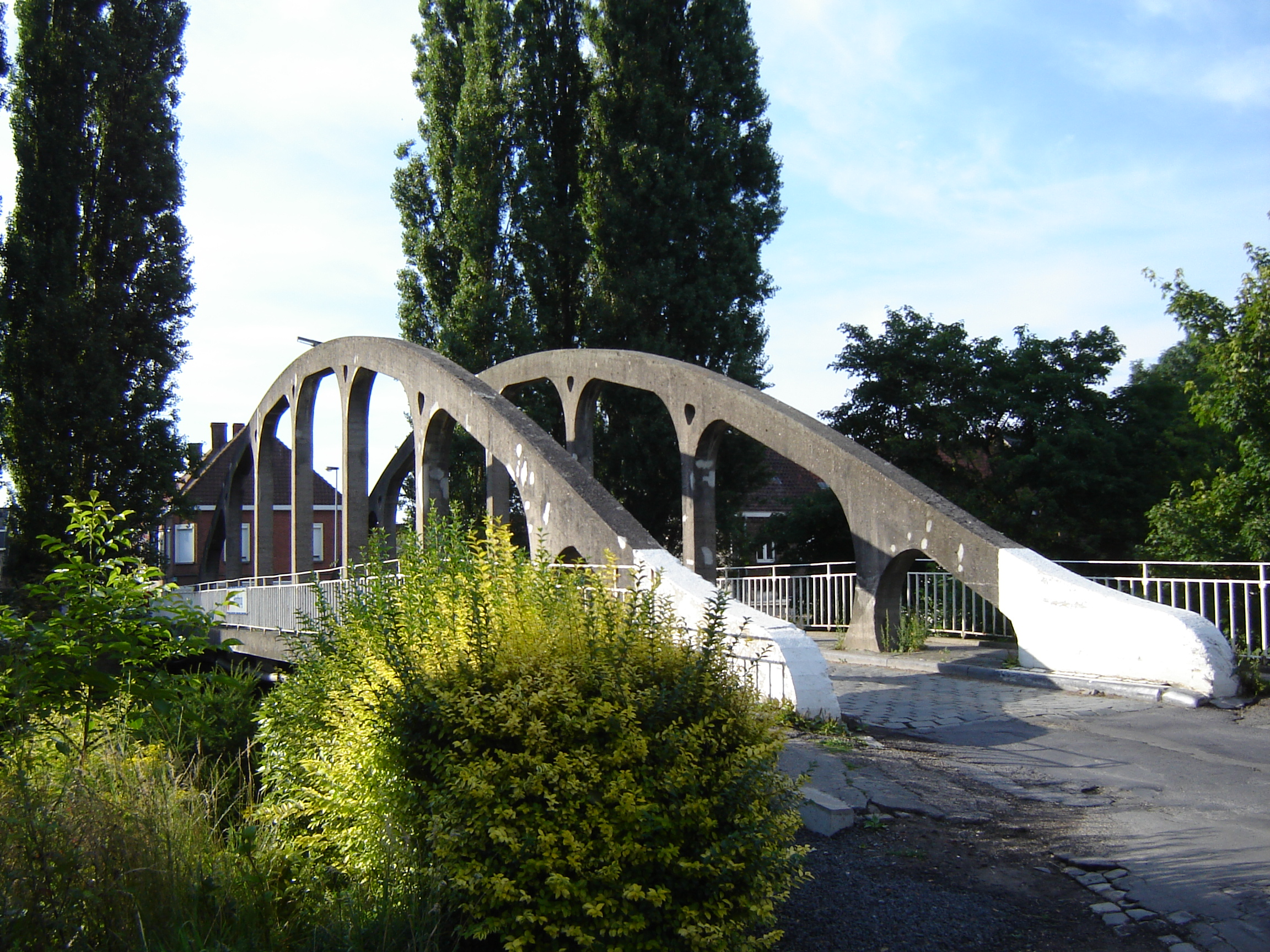
De Pontbrug, gezien vanuit de Assels.

De Pontbrug is een betonnen boogbrug die het dorpscentrum van Drongen in de Oost-Vlaamse hoofdstad Gent verbindt met de Assels en de woonwijk Drie Leien in Afsnee, eveneens een deelgemeente van Gent. De Pontbrug over een arm van de rivier de Leie vormt voor autoverkeer de enige toegangsweg tot deze wijken, daar deze op een eiland tussen twee Leie-armen en de Ringvaart liggen. De Leie is hier in feite een noordelijke vertakking, die vanaf de Drie Leien langs de abdij en het gemeenteplein van Drongen richting Ossemeersen en Gent stroomt. Deze Leie-arm is voor scheepvaart niet bruikbaar. Aan de aansluiting met de Ringvaart ligt immers een uiterst lage doorvaart.

## Geschiedenis
De brug werd gebouwd ter vervanging van een van de drie veren aan de Leie, die voor de aanleg van de Drongensesteenweg de enige verbinding met Gent vormden. De eerste brug van hout (1826) werd vernieuwd in 1899-1900 in arduin en ijzer. Deze werd in 1918 vernield en, na de aanleg in 1919 van een noodbrug in hout, in 1926-27 vervangen door de nog bestaande betonnen boogbrug met vierendeelliggers.
De Pontbrug is sinds 1998 een beschermd monument.
Begin 2016 startte de renovatie van de Pontbrug. De brug moest dicht wegens betonrot. De brug werd volledig hersteld en verstevigd. In september 2016 ging de brug weer open voor alle verkeer.